# 11438 Zeldovich
11438 Zeldovich (1973 QR1) là một tiểu hành tinh vành đai chính được phát hiện ngày 29 tháng 8 năm 1973 bởi T. M. Smirnova ở Đài vật lý thiên văn Crimean.